# Hobart (Indiana)
Hobart – miasto w Stanach Zjednoczonych, w stanie Indiana, w hrabstwie Lake.